# Terbium
A terbium a periódusos rendszer egyik eleme. Vegyjele Tb, rendszáma 65, nyelvújításkori neve terbeny. Ezüstfehér színű, a lantanoidák csoportjába tartozik.
Carl Gustaf Mosander(en) svéd kémikus fedezte fel 1843-ban a svédországi Ytterby(en) közelében; innen az elem neve.

## Tulajdonságai

### Fizikai tulajdonságok
A terbium ezüstfehér, képlékeny, nyújtható ritkaföldfém, olyan puha, hogy késsel vágható. Levegőn – a többi lantanoidához képest – viszonylag stabil. Két kristályos allotrop módosulata ismert, ezek között az átalakulási hőmérséklet 1289 °C.
A terbium(III) kation ragyogóan, világos citromsárgán fluoreszkál, ez a szín erős zöld emissziós vonalának és más, a narancssárgába és vörösbe eső vonalnak az eredője. A fluorit ásvány ittrofluorit változatának krémsárga fluoreszcenciája is részben a terbiumnak köszönhető. A terbium könnyen oxidálódik, így elemi állapotban csak kutatási célokra használják. Egyedi terbiumatomokat fullerénmolekulákba történő beültetéssel izoláltak.
A tebium 219 K hőmérséklet alatt egyszerű ferromágneses rendezettséget mutat. 219 K felett helikális antiferromágneses állapotba kerül, melyben az egyes bázissíkok minden atomjának momentuma párhuzamos, és a szomszédos rétegek momentumával meghatározott szöget zár be. Ez a szokatlan antiferromágnesség 230 K-en rendezetlen paramágneses állapottá válik.

### Kémiai tulajdonságok
A terbium leggyakoribb oxidációs állapota a +3, ilyen például a Tb2O3. +4-es vegyértékkel a TbO2 és TbF4 ismeretes.
A terbium – vegyes terbium(III,IV)-oxid keletkezése közben – könnyen elég:
8 Tb + 7 O2 → 2 Tb4O7
Oldatban a terbium csak háromértékű ionokat képez. A terbium eléggé elektropozitív elem, hideg vízzel lassan, forró vízzel meglehetősen gyorsan reagál, miközben terbium-hidroxid keletkezik:
2 Tb (s) + 6 H2O (l) → 2 Tb(OH)3 (aq) + 3H2 (g)
A fémterbium minden halogénnel reagál:
2 Tb (s) + 3 F2 (g) → 2 TbF3 (s) [fehér]
2 Tb (s) + 3 Cl2 (g) → 2 TbCl3 (s) [fehér]
2 Tb (s) + 3 Br2 (g) → 2 TbBr3 (s) [fehér]
2 Tb (s) + 3 I2 (g) → 2 TbI3 (s)
Híg kénsavban készségesen oldódik, a keletkező halvány rózsaszín oldatban Tb(III)-ionok találhatók [Tb(OH2)9]3+ komplex formájában:
2 Tb (s) + 3 H2SO4 (aq) → 2 Tb3+ (aq) + 3 SO2−4 (aq) + 3 H2 (g)

### Vegyületei
További vegyületei: 
- kloridok: TbCl3
- bromidok: TbBr3
- jodidok: TbI3
- fluoridok: TbF3, TbF4

A terbium(IV)-fluorid erős fluorozószer, melegítés hatására viszonylag tiszta fluort bocsát ki, ellentétben a CoF3 vagy CeF4 esetével, melyekből fluoridgőzök keveréke emittál.
Magasabb hőmérsékleten különféle biner vegyületek képződése közben reakcióba lép a nitrogénnel, szénnel, kénnel, foszforral bórral, szelénnel, szilíciummal és arzénnel, így keletkezik többek között a TbH2, TbH3, TbB2, Tb2S3, TbSe, TbTe vagy TbN. Ezekben a vegyületekben oxidációs száma jellemzően +3, néha +2. Terbium(II)-halogenideket tantál edénybe helyezett Tb(III)-halogenidek fémtallium jelenlétében történő izzításával lehet nyerni. Szeszkvikloridja is ismert (Tb2Cl3), ez 800 °C-on történő izzítással továbbredukálható TbCl-dá. Ez a terbium(I)-klorid lemezkéket alkot, grafitszerű, réteges szerkezettel.

## Fordítás
Ez a szócikk részben vagy egészben  a   Terbium című angol Wikipédia-szócikk fordításán alapul.  Az eredeti cikk szerkesztőit annak laptörténete sorolja fel. Ez a jelzés csupán a megfogalmazás eredetét és a szerzői jogokat jelzi, nem szolgál a cikkben szereplő információk forrásmegjelöléseként.